# Renfe série 440R
La série 440R est une série d'automotrices électriques de banlieue de la Renfe.

## Origine de la série
Après livraison des séries 446, 447, 450 et 451, la Renfe envisage la reconstruction de la majeure partie de la série 440. Celle-ci va concerner un total de 160 unités, dont 104 destinées au réseau de banlieue (99 unités tri-caisses et 5 unités bi-caisses) et 56 destinées aux services régionaux qui seront renumérotées dans la série 470.

## Conception
Toutes les rames voient deux de leurs trois WC supprimés. Seul celui de la remorque intermédiaire subsiste sous une forme modernisée. Il est désormais accessible aux personnes à mobilité réduite. La partie fourgon est supprimée. Les sièges d'origine sont tous remplacés par le nouveau modèle unifié de banlieue, en plastique dur de couleur grise, ce qui permet d'augmenter la capacité. La nouveauté la plus marquante est le nouveau bouclier frontal, qui change complètement la physionomie de l'engin.

## Service
Les 5 unités bi-caisses sont exclusivement utilisées sur la ligne Ripoll-Puigcerda. La livraison complète des 447 permet d'affecter les 440 reconstruites au service CIVIS, un service de banlieue régional accéléré avec peu d'arrêts intermédiaires (un équivalent des anciens semi-directs) qui connaît un grand succès auprès de la clientèle en raison de son confort et de sa rapidité.
Une première unité, la 440-137, est reversée au parc régional et renumérotée dans la série 470 en 2003. Quatorze autres suivent en janvier 2005.